# Coeburn
Coeburn is een plaats (town) in de Amerikaanse staat Virginia, en valt bestuurlijk gezien onder Wise County.

## Demografie
Bij de volkstelling in 2000 werd het aantal inwoners vastgesteld op 1996.
In 2006 is het aantal inwoners door het United States Census Bureau geschat op 1999, een stijging van 3 (0,2%).

## Geografie
Volgens het United States Census Bureau beslaat de plaats een oppervlakte van
5,3 km², geheel bestaande uit land. Coeburn ligt op ongeveer 608 m boven zeeniveau.

## Plaatsen in de nabije omgeving
De onderstaande figuur toont nabijgelegen plaatsen in een straal van 20 km rond Coeburn.